# 靛玉红
靛玉红是一种含氮有机化合物，化学式C
16H
10N
2O
2，与靛蓝是同分异构体，通常是细菌代谢的副产品。